# Constitution de la Tanzanie
Lire en ligne

Consulter

La Constitution de la Tanzanie – aussi appelée Constitution de la république unie de Tanzanie, ou Constitution permanente, ou encore Quatrième Constitution de Tanzanie – est la loi fondamentale de la Tanzanie. Elle a été ratifiée en 1977.

## Précédentes Constitutions
Avant la Constitution actuelle, la Tanzanie eut trois Constitutions :
- la Constitution tanzanienne de 1961,
- la Constitution tanzanienne de 1962,
- et la Constitution tanzanienne de 1964.

## Compléments